# Olaus Petri kyrka, Helsingfors
Olaus Petri kyrka är en kyrkobyggnad i Helsingfors, belägen i stadsdelen Främre Tölö vid Minervagatan. Kyrkan hör till Olaus Petriförsamlingen i Helsingfors som är en del av Borgå stift. Före 2007 ingick församlingen i Svenska kyrkan.

## Kyrkobyggnaden
Byggnaden byggdes i funktionalistisk stil 1932 efter ritningar av arkitekt Ture Ryberg.
En församlingssal, ett bibliotek och en prästgård finns i anslutning till kyrkan.

## Orgel
Kyrkans orgel är byggd av Olof Hammarbergs orgelbyggeri i Göteborg 1967. Orgeln har 26 stämmor.

### Diskografi
Inspelningar av musik framförd på kyrkans orglar.
- Works for organ / Karlsson, Lars, kompositör ; Heikinheimo, Marku, orgel. CD. Naxos 8.570558. 2007.